# Giấc mơ có thật
Giấc mơ có thật là album phòng thu đầu tiên của nữ ca sĩ Lệ Quyên, album được phát hành vào ngày 24 tháng 10 năm 2004. Album này đã đưa tên tuổi của Lệ Quyên đến với công chúng cả nước với những bài hát như: "Giấc mơ có thật", "Hãy trả lời em", "Thôi đừng chiêm bao"…

## Bối cảnh sáng tác và sản xuất album
Trong năm 2004, công ty quản lý cho Lệ Quyên hai sự chọn lựa. Một là phát hành album, hai là thi Sao Mai điểm hẹn. Với những ca sĩ trẻ như Lệ Quyên thì việc xuất hiện trên truyền hình trực tiếp là điều rất cần thiết, đặc biệt Sao Mai điểm hẹn năm 2004 rất có sức hút. Ban tổ chức chương trình mời Lệ Quyên vào thẳng vòng trực tiếp mà không cần thi vòng loại. Tuy nhiên, giữa hai sự chọn lựa, Lệ Quyên đã chọn phát hành một album với những sáng tác dành riêng cho mình để định hình tên tuổi với khán giả. Cô thu âm cho album tại phòng thu âm Viết Tân. Mọi công đoạn của album đều được thực hiện tại Thành phố Hồ Chí Minh.
Cuối năm 2004, Lệ Quyên phát hành album phòng thu đầu tiên, Vol. 1 - Giấc mơ có thật. Ca khúc "Hãy trả lời em" trong album này của nhạc sĩ Tuấn Nghĩa sáng tác đã nhận được giải "Ca khúc được khán giả yêu thích nhất Làn Sóng Xanh 2005". Những ca khúc trong "Giấc mơ có thật" từ khi phát hành cho đến năm 2008, đi đến đâu cũng nghe, từ quán cà phê, những trung tâm thương mại, siêu thị cho đến các tiệm ăn bình dân, cửa hàng. Tuy là album đầu tay, nhưng Lệ Quyên đã sở hữu cho mình những hit đóng đinh tên tuổi như: "Giấc mơ có thật", "Hãy trả lời em", "Thôi đừng chiêm bao", "Quên một cuộc tình", "Phút giây hạnh phúc". Đặc biệt, Lệ Quyên là ca sĩ cuối cùng được hát nhạc ngoại lời Việt mà không phải xin phép tác quyền.
Chia sẻ về thành công ngoài mong đợi với album đầu tay, Lệ Quyên nói: "Khi nghe lại các ca khúc trong "Giấc mơ có thật", Quyên tự hỏi mình tại sao mình lại hát một cách ngô nghê, khờ khạo như vậy trong khi mình có thể hát điêu luyện hơn, kĩ càng hơn. Nhưng Lệ Quyên nghĩ rằng khán giả thích chính cái sự ngô nghê và khờ khạo đó và dang rộng vòng tay đón nhận ngay kể từ album đầu tiên".

## Danh sách bài hát
| STT | Nhan đề                          | Sáng tác                        | Hòa âm               | Thời lượng |
| --- | -------------------------------- | ------------------------------- | -------------------- | ---------- |
| 1.  | "Giấc mơ có thật"                | Nhạc Hoa, lời Việt: Tường Văn   | Tường Văn - Vĩnh Tâm | 04:20      |
| 2.  | "Trăng chiều"                    | Võ Thiện Thanh                  | Tường Văn - Vĩnh Tâm | 04:57      |
| 3.  | "Tim em là của anh"              | Hoài An                         | Tường Văn - Vĩnh Tâm | 04:09      |
| 4.  | "Hãy trả lời em"                 | Tuấn Nghĩa                      | Tường Văn - Vĩnh Tâm | 05:53      |
| 5.  | "Thôi đừng chiêm bao"            | Tường Văn                       | Tường Văn - Vĩnh Tâm | 04:46      |
| 6.  | "Về bên em"                      | Trung Dũng                      | Tường Văn - Vĩnh Tâm | 03:52      |
| 7.  | "Tình là thế"                    | Hoài An                         | Tường Văn - Vĩnh Tâm | 04:06      |
| 8.  | "Quên một cuộc tình"             | Lê Quang                        | Tường Văn - Vĩnh Tâm | 05:01      |
| 9.  | "Thu xa" (hợp tác với Tường Văn) | Tường Văn                       | Tường Văn - Vĩnh Tâm | 04:49      |
| 10. | "Phút giây hạnh phúc"            | Nhạc ngoại, lời Việt: Bùi Thắng | Tường Văn - Vĩnh Tâm | 04:48      |